# Tania Willard
Tania Willard (née en 1977) est une artiste, designer et commissaire autochtone de la Nation Secwepemc, originaire de la Colombie-Britannique au Canada. Willard a été co-commissaire de l'exposition itinérante Beat Nation: Art, Hip Hop et Culture Autochtone.

## Biographie
Tania Willard est née en 1977 et a grandi entre Armstrong, en Colombie-Britannique et la réserve Indienne de son père. À 16 ans, alors qu'elle vend des fruits pour sa tante à un pow-wow, elle rencontre un groupe d'enfants faisant du breakdance. Cette découverte se révèlera un moment fondateur dans sa vie. En plus de sa carrière artistique, Willard est aussi une mère et une cultivatrice d'ail biologique.

## Carrière
Willard est une artiste, graphiste, et commissaire d'exposition qui explore la rencontre entre les pratiques artistiques autochtones traditionnelles et les théories contemporaines. À travers son travail, elle utilise un ensemble de connaissances et de savoir-faire liés à son intérêt pour les intersections entre les cultures autochtones et autres. Dans l'avant-propos du catalogue de l'exposition Claiming Space, présentée à la Kamloops Art Gallery, Beverley Clayton, directrice par intérim, écrit: "...inspiré par géologique reliefs traditionnelles Secwepemc de la terre et par d'autres aspects de l'endroit, Tania Willard de l'œuvre d'art agit comme une courroie de transmission entre les générations et les cultures." Elle emploie une variété de médiums dont la peinture à l'huile et l'acrylique, la gravure, le dessin au plomb et à l'encre, l'aquarelle, les techniques mixtes et le collage. Willard est membre du collectif d'artistes New BC Indian Art and Welfare Society. 
Willard est lauréate de la Hnatyshyn Foundation Visual Arts Awards for Curatorial Excellence in Contemporary Art. 

### Beat Nation: Art, Hip Hop et Culture Autochtone
Willard a assuré le commissariat de l'exposition Beat Nation, ayant débuté comme un projet en ligne pour la grunt gallery. L'exposition rassemble des pratiques en arts visuels, vidéo, musique et écriture. Beat Nation the Exhibition a commencé sa tournée à Vancouver puis a voyagé à Toronto, Kamloops, Montréal, Halifax et Saskatoon. Willard, "c'était vraiment un voyage pour profiter de cette exposition à différents endroits; le contexte de l'exposition est de présenter les artistes d'aujourd'hui qui répondent à la fois socio-politiques des états, des peuples autochtones et des luttes, ainsi que d'utiliser un mélange de tout à fait contemporain des médiums et ancestrale des idées." Beat Nation est née d'une approche autonome caractéristique aux centre d'artistes autogérés commencé avec un très artist-run-centre , l'approche très immédiate et un peu plus flexible. L'intention n'a jamais été de créer une grande échelle de l'exposition itinérante.

### BUSH galerie
La galerie BUSH est une résidence d'artistes expérimentale dirigée par des intervenants autochtones et axée sur la notion de territorialité. Elle est située sur des terres appartenant à Willard au sein de la Nation Secwepemc en Colombie-Britannique. La galerie BUSH propose des rassemblements autour des questions de création artistique, de territoire, d'histoire de l'art autochtone et d'interventions dans le domaine colonial.

### #callresponse
#callresponse est un projet à déploiement multiple, co-organisé par Térah Hogue, Maria Hupfield et Tania Willard en partenariat avec la grunt gallery et pris en charge par {Ré}conciliation, une initiative du Conseil des Arts du Canada, de la Famille J. W. McConnell Fondation et du Cercle sur La Philanthropie et les Peuples Autochtones au Canada. Il regroupe un site web, une plateforme de médias sociaux, une exposition itinérante et un catalogue, dans le but de centraliser la présence vitale des femmes autochtones à travers ces différentes plateformes. Le projet comprend cinq commandes d'œuvres produites par des femmes autochtones de partout à travers le Canada, telles que Willard, Christi Belcourt, Maria Hupfield, Ursula Johnson, et Laakkuluk Williamson-Bathory. Isaac Murdoch, IV Castellanos et Esther Neff, Cheryl L'Hirondelle, Marcia Crosby et Tanya Tagaq, ont également participé au projet en tant qu'artistes invités.

## Expositions
- Lore, Galerie d'Art Foreman de l'Université Bishop's et la Galerie 101, 2009
- Revendiquer Un Espace, Kamloops Art Gallery, 2009
- Beat Nation: Art, Hip Hop and Aboriginal Culture, Galerie d'Art de Vancouver, en collaboration avec la grunt gallery, 2011
- Witnesses: Art and Canada's Indian Residential Schools, Morris and Helen Belkin Art Gallery, 2013
- CUSTOM MADE, Kamloops Art Gallery, 2015
- Unceded Territoires: Lawrence Paul Yuxweluptun, Musée d'Anthropologie de l'université de colombie-britannique, en 2016
- Tania Willard: dissimulation, Burnaby Art Gallery, 2017[8]
- Hexsa'am: To Be Here Always, Belkin Gallery, Vancouver BC, 2019
- Soundings, Queens University, Kingston ON, 2019
- #callresponse, TRUCK Contemporary Art, Calgary, 2019
- Gut Instincts, Kelowna Art Gallery, Kelowna, BC, 2019

## Œuvres d'art public
Rule of the Trees (2019). Vancouver, BC.